# جوش جاكسون (لاعب اتحاد الرغبي)
جوش جاكسون هو لاعب اتحاد الرغبي كندي، ولد في 2 أكتوبر 1980 في كندا.

## وصلات خارجية
- جوش جاكسون عل موقع إسبنسكروم (الإنجليزية)
- جوش جاكسون على موقع ItsRugby.co.uk (الإنجليزية)